# Damper (pan)

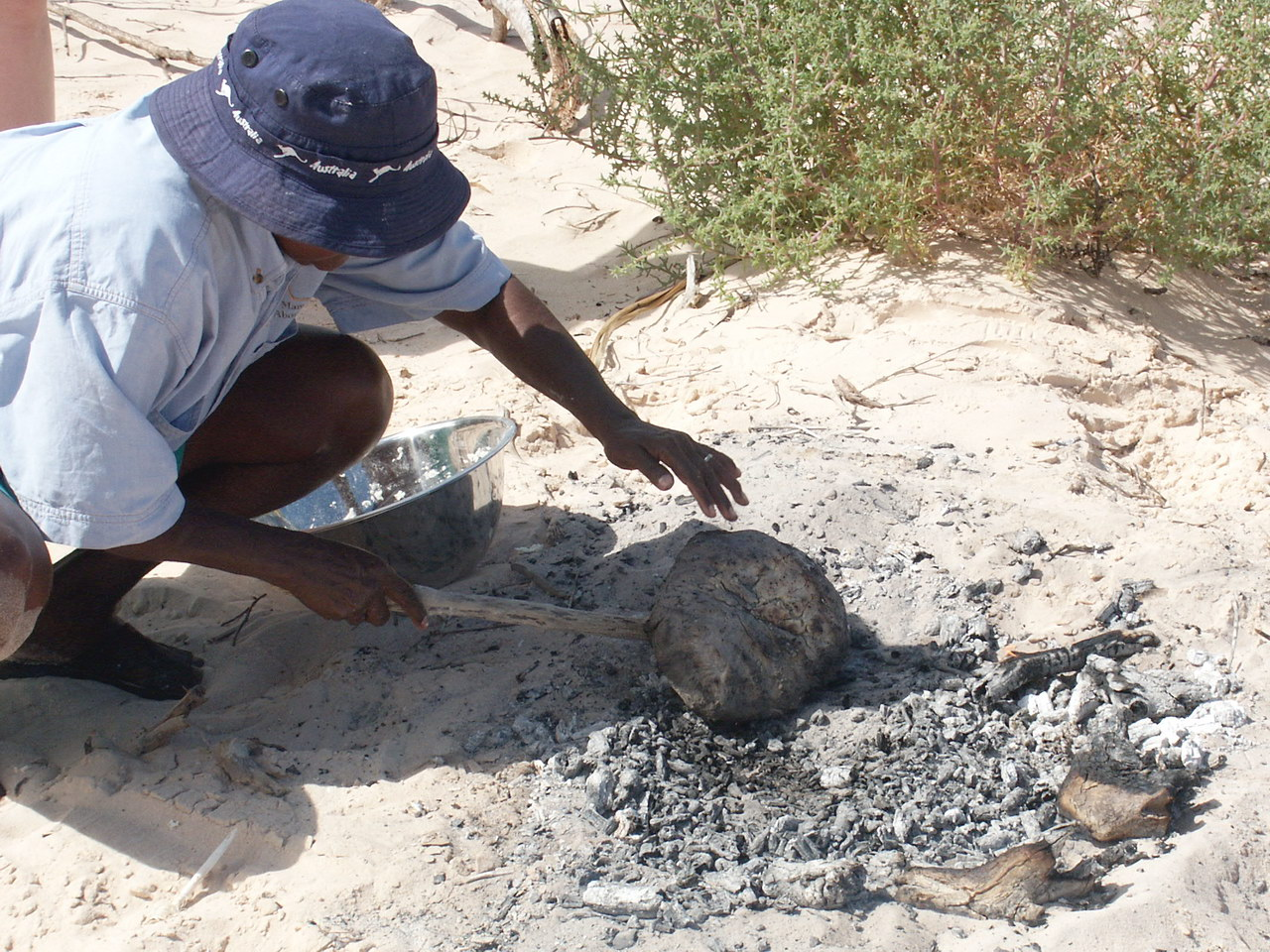
Preparación del damper.

Damper es el nombre de un pan de soda de Australia preparado comúnmente por arreadores de ganados, trabajadores del campo y otros viajeros. Consiste de un pan a base de harina de trigo, tradicionalmente cocinado en los carbones de una fogata. El damper es un plato típico australiano. También es preparado desde hace muchas décadas en campamentos en Nueva Zelanda.
El damper fue creado originalmente por vaqueros australianos que viajaban a áreas remotas por semanas o incluso meses, llevando consigo solo raciones básicas de harina, azúcar y té, complementados con la poca carne que haya habido disponible en su ubicación. Los ingredientes básicos del damper eran harina, agua, y algunas veces leche. En ocasiones se podía utilizar bicarbonato de sodio como sustituto de la levadura. El damper era, por lo general, cocinado sobre las cenizas de una fogata. Las cenizas eran niveladas y el damper era colocado allí por diez minutos para que cueza. Luego de esto, el damper era cubierto con las cenizas y cocinado por otros 20 a 30 minutos hasta que el damper sonara hueco cuando se lo golpeaba. También era posible cocinar el damper en una olla de hierro engrasada. El damper era consumido con carne seca o cocida o sirope dorado, también conocido en inglés como "cocky's joy".
El damper también es un plato popular entre los aborígenes australianos. Las mujeres aborígenes hacían bush bread utilizando granos de estación y nueces, las cuales cocinaban en las cenizas de fogatas. También se ha vuelto un plato popular entre las personas que practican camping y ahora está disponible en panaderías. Existen varias variaciones de la receta, algunas auténticas, y otras que usan el nombre para vender un pan con más sabor al público urbano.